# رولاند ويل
رولاند ويل (بالألمانية: Roland Wille)‏ هو منافس ألعاب قوى ليختنشتاني، ولد في 1 أغسطس 1961.

## وصلات خارجية
- رولاند ويل على موقع الاتحاد الدولي لألعاب القوى (الإنجليزية)
- رولاند ويل على موقع أوليمبيديا (الإنجليزية)